# 当別町立弁華別小学校
当別町立弁華別小学校（とうべつちょうりつ べんけべつしょうがっこう）は、北海道石狩郡当別町字弁華別243にあった公立小学校。2016年（平成28年）3月31日に閉校した。

## 沿革
- 1892年（明治25年）5月 - 当別尋常小学校の弁華別分教場として開校
- 1916年（大正5年） 2月 - 弁華別尋常小学校
- 1937年（昭和12年）7月 - 現校舎新築落成
- 1941年（昭和16年）4月 - 弁華別国民学校
- 1947年（昭和22年）4月 - 弁華別小学校に改称。
- 1975年（昭和50年）4月 - 青山小学校と統合
- 2016年（平成28年）3月31日 - 閉校、当別小学校に統合。

## アメリカ人形
1927年（昭和2年）3月3日、アメリカのシドニー・ギューリックらが組織していた「世界児童親善会」から、日本の「日本児童親善会」（会長・渋沢栄一）を通じて12,739体の友情人形（青い目の人形）が日本各地の小学校・幼稚園に寄贈され、そのうちの1体が同校に配布された。第二次世界大戦中に多くのアメリカ人形が敵国人形として処分されたりしたが、1973年（昭和48年）3月頃、弁華別小学校の物置で一体のアメリカ人形「エリザベス・アン」が発見され、今日まで保管されている。

## 北海道最古の現役二階建て木造校舎の現役終了
現役で北海道最古の木造校舎は2012年（平成24年）3月まで留萌管内増毛町の増毛小学校校舎だったが同校が同年4月に旧北海道増毛高等学校校舎に移転したためその時点で北海道最古の現役二階建て木造校舎は当別町立弁華別小学校となった。
2016年（平成28年）3月19日最後の卒業式が行われ、同年3月24日最後の修了式が行われた。在校生は児童数およそ400人の当別町立当別小学校に編入されることになった。校舎は今後、町の公募により社会福祉法人が管理維持しイベントなどに使用される。なお、卒業式等の模様は2016年（平成28年）3月31日、HBCテレビ「今日ドキッ!」で放送された。